# Mukono
Mukono – miasto w Ugandzie; stolica dystryktu Mukono. Liczy 59 000 mieszkańców. Leży w pobliżu Jeziora Wiktorii.